# Voltastraße (metrostation)
Voltastraße is een station van de metro van Berlijn, gelegen onder de Brunnenstraße, nabij de kruising met de Voltastraße, in het Berlijnse stadsdeel Gesundbrunnen. Het metrostation opende op 18 april 1930, hoewel het reeds 15 jaar eerder in ruwbouw voltooid was, en ligt aan lijn U8. Tussen 1961 en 1990 lag het metrostation slechts een paar honderd meter ten noorden van de Berlijnse Muur. Voltastraße was in deze periode een grensstation: West-Berlijnse metrotreinen begonnen hier een lange transitrit over Oost-Berlijns grondgebied, waar alle stations werden overgeslagen.

## Geschiedenis
In 1912 verwierf het elektronicaconcern AEG de concessie voor de bouw van een metrolijn van Gesundbrunnen naar Neukölln, die naar de eerste letters van deze stadsdelen GN-Bahn gedoopt werd. In 1913 werd in de Brunnenstraße met de tunnelbouw begonnen. Tegen 1915 was een 1600 meter lang stuk tunnel, inclusief de stations Voltastraße en Bernauer Straße, in ruwbouw gereed. Inmiddels was de Eerste Wereldoorlog echter in volle gang, hetgeen leidde tot een groeiend gebrek aan arbeidskrachten en bouwmaterialen. In 1917 kwamen de werkzaamheden aan de metrolijn volledig stil te liggen. De AEG-Schnellbahn-AG, het dochterbedrijf van AEG dat voor de metrobouw verantwoordelijk was, kon niet voldoen aan de in de concessie opgenomen voorwaarde de GN-Bahn in 1918 in gebruik te nemen en werd geliquideerd. De reeds gebouwde tunnels en stations vervielen aan de stad, die de werkzaamheden vanwege haar eigen financiële situatie pas in 1926 weer kon oppakken.
In 1927 kwam in het zuiden van de stad het eerste deel van de GN-Bahn, ofwel lijn D, in gebruik. Na een aantal kleine verlengingen werd de lijn in 1930 voltooid tot aan het station Gesundbrunnen en opende ook station Voltastraße zijn deuren. Bij de bouw van het noordelijke deel van de lijn had men gebruik kunnen maken van de voor de Eerste Wereldoorlog in ruwbouw aangelegde tunnel.
De aankleding van station Voltastraße zou een eclectisch gehalte krijgen. De eerste ontwerpen voor het metrostation stammen van Peter Behrens, die als architect bij de AEG-Schnellbahn-AG werkte. Van zijn hand zijn de voor lijn U8 atypische ronde zuilen van graniet. Dergelijke ronde zuilen waren voor alle stations van de lijn voorzien, maar zouden vanwege de overname van het project door het stadsbestuur alleen de vooroorlogse stations Voltastraße, Bernauer Straße en Oranienplatz (nooit geopend vanwege een tracéverlegging) gaan sieren. Bij de afbouw van de GN-Bahn aan het eind van jaren twintig hadden Alfred Grenander en Alfred Fehse de artistieke leiding. Van hun hand is de voor het oudste deel van de U8 kenmerkende wandbekleding met glanzende, vierkante tegels. De stations kregen ieder een eigen herkenningskleur (veelal pastelkleuren), die echter niet zoals op andere lijnen in een vaste volgorde afgewisseld werd. In station Voltastraße kozen de architecten voor geel-groen-blauwe tegels; de diverse kleurschakeringen werden bereikt door een speciale brandtechniek.
Niet alleen het ontwerp, maar ook de ligging van station Voltastraße wijkt vanwege zijn geschiedenis af van de standaard. Net als de eveneens voor de Eerste Wereldoorlog gebouwde stations Boddinstraße en Bernauer Straße ligt het vlak onder het straatniveau, zodat de op lijn U8 gebruikelijke tussenverdiepingen ontbreken. De uitgangen van het station leiden dan ook rechtstreeks van het eilandperron naar de middenberm van de Brunnenstraße.

### Tweede Wereldoorlog
De Tweede Wereldoorlog zorgde voor grote schade aan het Berlijnse metronet, maar station Voltastraße bleef ongeschonden. Tegen het einde van de oorlog behoorde lijn D tot de weinige nog in bedrijf zijnde metrolijnen, maar op 23 april 1945 moest de dienst ook hier gestaakt worden, onder andere vanwege de steeds gebrekkiger wordende stroomvoorziening. De sluiting van station Voltastraße zou slechts een maand duren: op 22 mei 1945, enkele weken na het einde van de oorlog, stopten er de eerste pendeltreinen; op 16 juli was de doorgaande dienst op de gehele lijn D hersteld.

### Deling van de stad
Na de Tweede Wereldoorlog was het station vlak bij de sectorgrens komen te liggen. Lijn D werd na de splitsing van het stadsvervoerbedrijf BVG in 1949 een West-Berlijnse lijn, die in het centrum echter over Oost-Berlijns grondgebied verliep. Voltastraße was een grensstation geworden, omgeroepen als letzter Bahnhof in Berlin-West. De treinen bleven aanvankelijk als voorheen rijden, de metro trok zich weinig aan van de sectorgrenzen.
De bouw van de Berlijnse Muur in 1961 zorgde voor een ommekeer. De zes Oost-Berlijnse stations op het transittraject van lijn D werden hermetisch afgesloten en de treinen stopten er niet meer. Hetzelfde gebeurde op lijn C (U6). Na station Voltastraße volgde in zuidelijke richting een lange rit zonder haltes naar station Moritzplatz, het eerstvolgende station in West-Berlijn. Lijn D werd door de deling van het metronet danig verzwakt. Voltastraße en Gesundbrunnen waren namelijk de enige twee stations ten noorden van de sectorgrens en konden alleen via een flinke omweg bereikt worden, waardoor het aantal reizigers sterk daalde. Een bijkomend probleem was dat men voor het onderhoud van de sporen afhankelijk was van de oostelijke autoriteiten. Om de lijn te versterken verlengde men hem in 1977 naar de Osloer Straße, waar een overstapmogelijkheid op de U9 ontstond en een verbindingsspoor tussen beide lijnen werd aangelegd.

### Hereniging
Op 9 november 1989 viel de Berlijnse Muur. Twee dagen later was Jannowitzbrücke het eerste spookstation dat weer toegankelijk werd gemaakt; de overige Oost-Berlijnse stations op de U8 volgden in de maanden daarna. Het transitvervoer was ten einde gekomen en vanaf station Voltastraße kon men weer probleemloos reizen naar het amper 600 meter zuidelijker gelegen station Bernauer Straße en de overige stations in de historische binnenstad.
Het bijna honderd jaar oude station Voltastraße bevindt zich nog altijd in vrijwel authentieke staat, maar is als een van de weinige stations op de oude GN-Bahn niet op de monumentenlijst opgenomen. In de komende jaren zal het alleen via trappen bereikbare station van een lift voorzien worden, zoals dat in alle Berlijnse metrostations gebeurt. Voltastraße heeft echter geen hoge priorteit: volgens het tijdschema van de Berlijnse Senaat zal de inbouw van een lift na 2010 plaatsvinden.